# Лукавці (Крижевці)
Лукавці (словен. Lukavci) — поселення в общині Крижевці, Помурський регіон, Словенія. Висота над рівнем моря: 178,6 м.